# Ambroise Guellec
Ambroise Guellec (ur. 26 marca 1941 w Peumérit) – francuski polityk, deputowany do Zgromadzenia Narodowego i europoseł. Kawaler Legii Honorowej.

## Życiorys
Absolwent nauk rolniczych na Institut national agronomique Paris-Grignon. W latach 70. był radnym Peumérit. Od 1979 do 2008 nieprzerwanie sprawował urząd mera Pouldreuzic. Był radnym regionu Bretania (1982–1986) i ponownie 2004–2010, a także wiceprezydentem rady regionalnej (1992–2004). Od 1998 do 1997 reprezentował Unię na rzecz Demokracji Francuskiej w Zgromadzeniu Narodowym.
W wyborach w 2004 został wybrany do Parlamentu Europejskiego z listy Unii na rzecz Ruchu Ludowego. Wchodził w skład grupy EPP-ED, a także Komisji Rozwoju Regionalnego. W 2009 nie ubiegał się o reelekcję.